# Invalidenpark
Der Invalidenpark ist eine historisch entstandene Grünanlage. Er liegt im Berliner Ortsteil Mitte unweit des Berliner Hauptbahnhofs im Straßenkarree Habersaathstraße / Schwarzer Weg / Invalidenstraße / Scharnhorststraße und umfasst etwa 2,5 Hektar.

## Geschichte
Im 18. Jahrhundert diente die Fläche den Insassen des Invalidenhauses als Nutzgarten für die Eigenversorgung. Sie wurde 1843 zum Park umgewidmet und vermutlich von Peter Joseph Lenné gestaltet. In der seit 1850 der Öffentlichkeit zugänglichen Anlage stand ab 1854 die Invalidensäule zu Ehren der in der Revolution von 1848/1849 und im Deutsch-Dänischen Krieg von 1848 bis 1851 gefallenen preußischen Soldaten und die zum Gedächtnis an Kaiserin Augusta in den Jahren 1891–1895 erbaute Gnadenkirche. Nach der Verwüstung im Zweiten Weltkrieg, der Zerstörung der Invalidensäule 1948 und der Sprengung der in der Nachkriegszeit ruinierten Kirche im Jahr 1967 verwahrloste in der DDR-Zeit die unweit der Grenzanlagen der Berliner Mauer liegende Grünfläche. Die Fläche war bebaut mit Baracken der Grenzkommandos und diente als Parkplatz für ihre Fahrzeuge.

## Neugestaltung und Beschreibung
Von 1992 bis 1997 erhielt die heute von Ministerien gesäumte Freifläche eine neue Gestalt als Übergang zwischen Park und städtischem Platz nach dem Entwurf des französischen Landschaftsarchitekturbüros Atelier Phusis mit Christophe Girot. An der Nordseite gibt es einen alten Baumbestand, während sich nach Süden eine Rasenfläche erstreckt, die schließlich in eine Granitpflasterung übergeht. In der Rasenfläche befindet sich ein Bassin, in dessen Mitte eine schmale, begehbare Granitskulptur (Versunkene Mauer) aus dem Wasser ragt. Girot deutet sie als „Spur in die Zukunft“. Sie soll an die ehemals dort stehende, im Zweiten Weltkrieg zerstörte Gnadenkirche sowie an die ehemalige Berliner Mauer ganz in der Nähe erinnern. Der Berliner Senat bezeichnet das Wasserkunstwerk als Sinkende Mauer, früher auch Mauerbrunnen oder Invalidenbrunnen. Östlich und westlich des Invalidenparks liegen die Bundesministerien für Digitales und Verkehr und für Wirtschaft und Klimaschutz.
Der Invalidenpark wird seit 2019 häufig für Demonstrationen genutzt, u. a. von Fridays for Future.

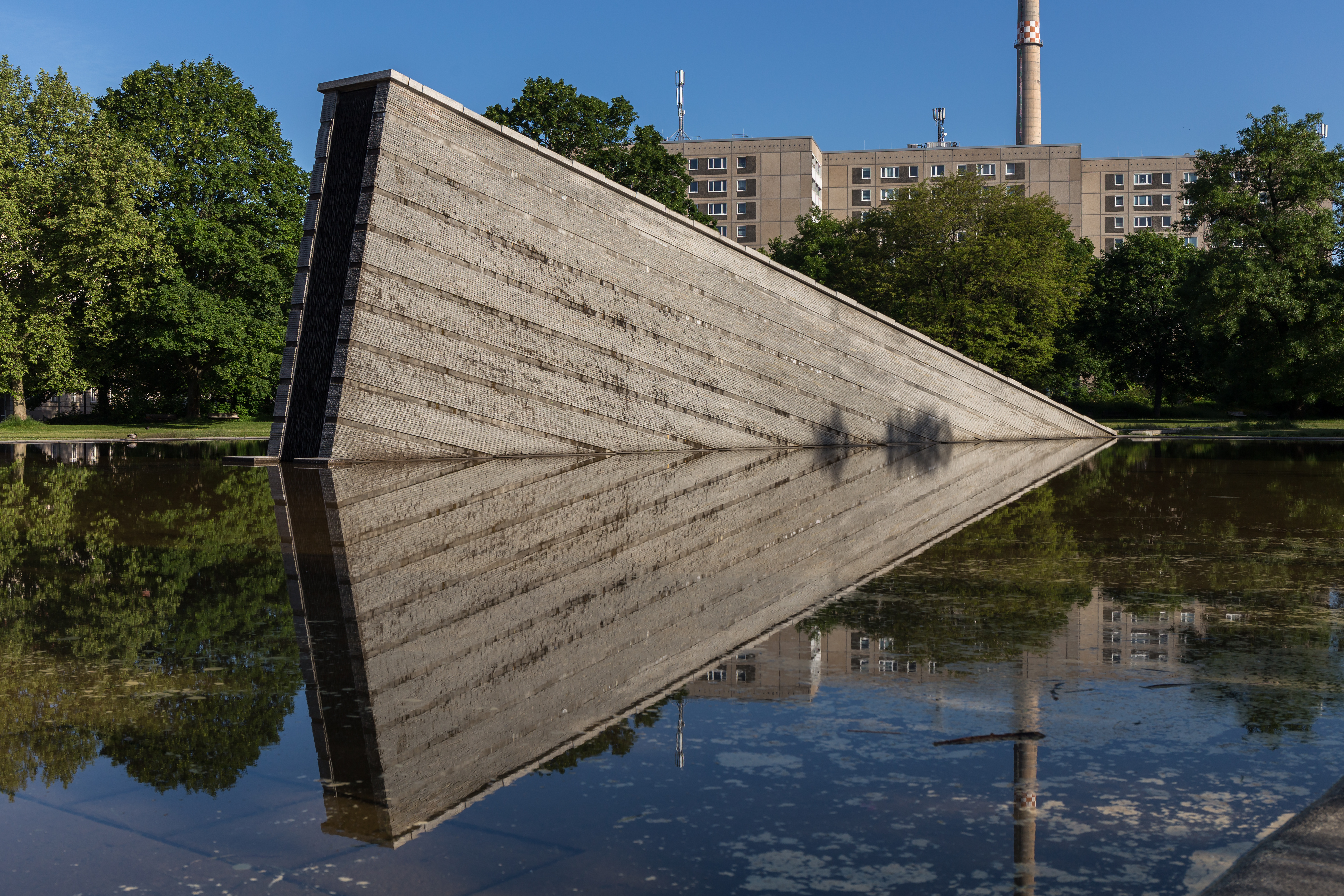
Blick von der Invalidenstraße auf den Mauerbrunnen
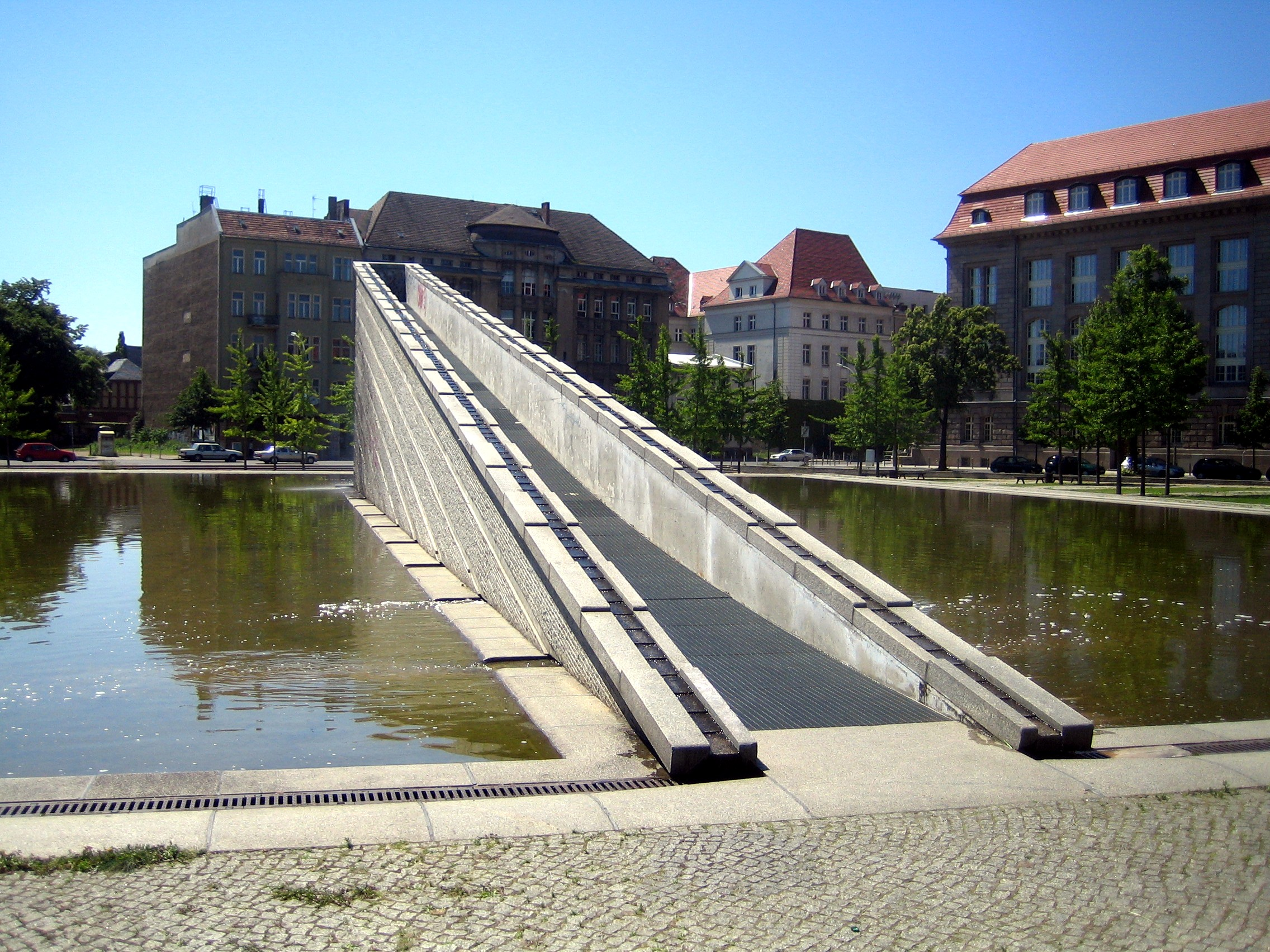
Blick von Norden auf Bassin und Brunnen
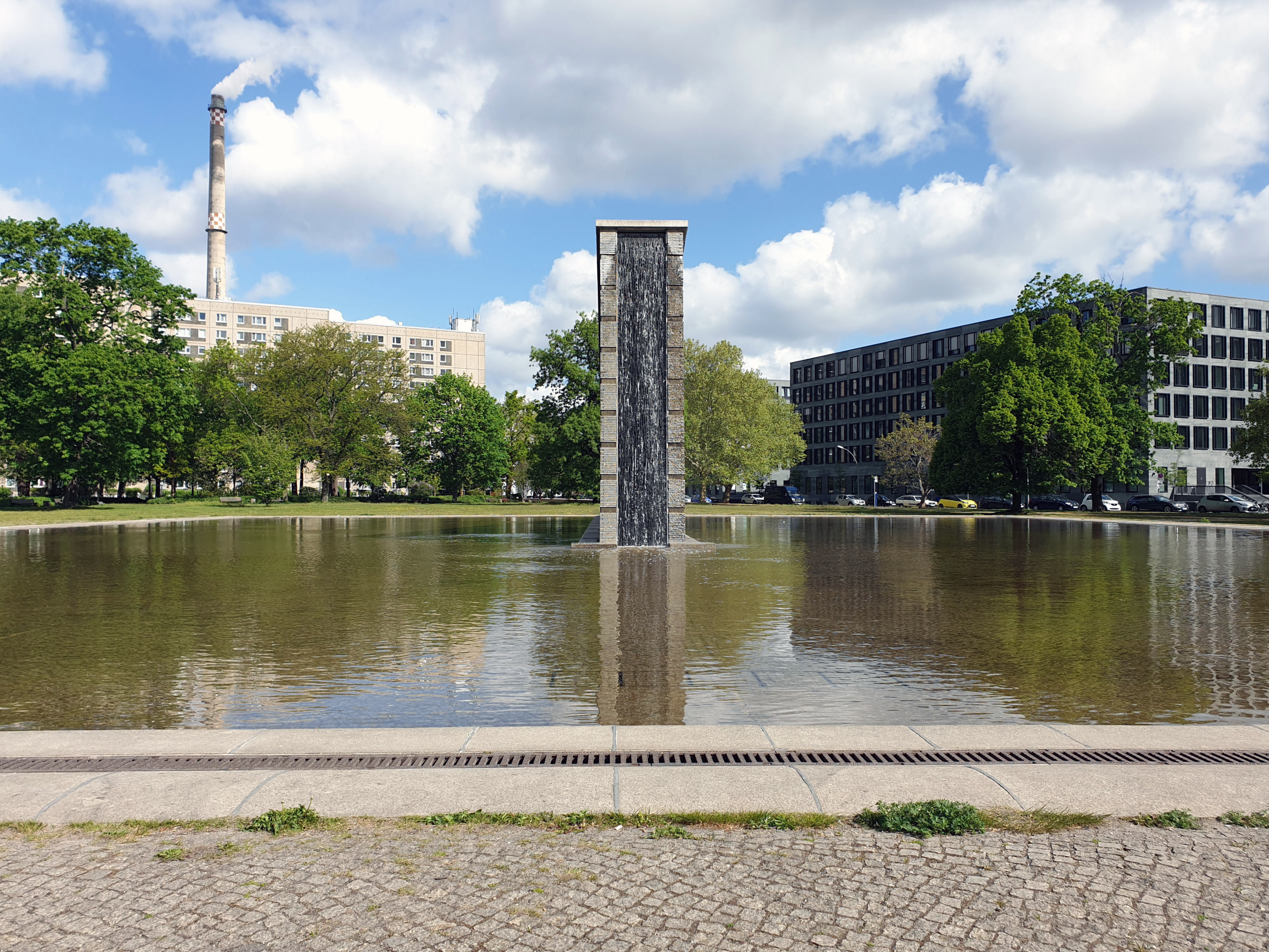
Blick von der Invalidenstraße
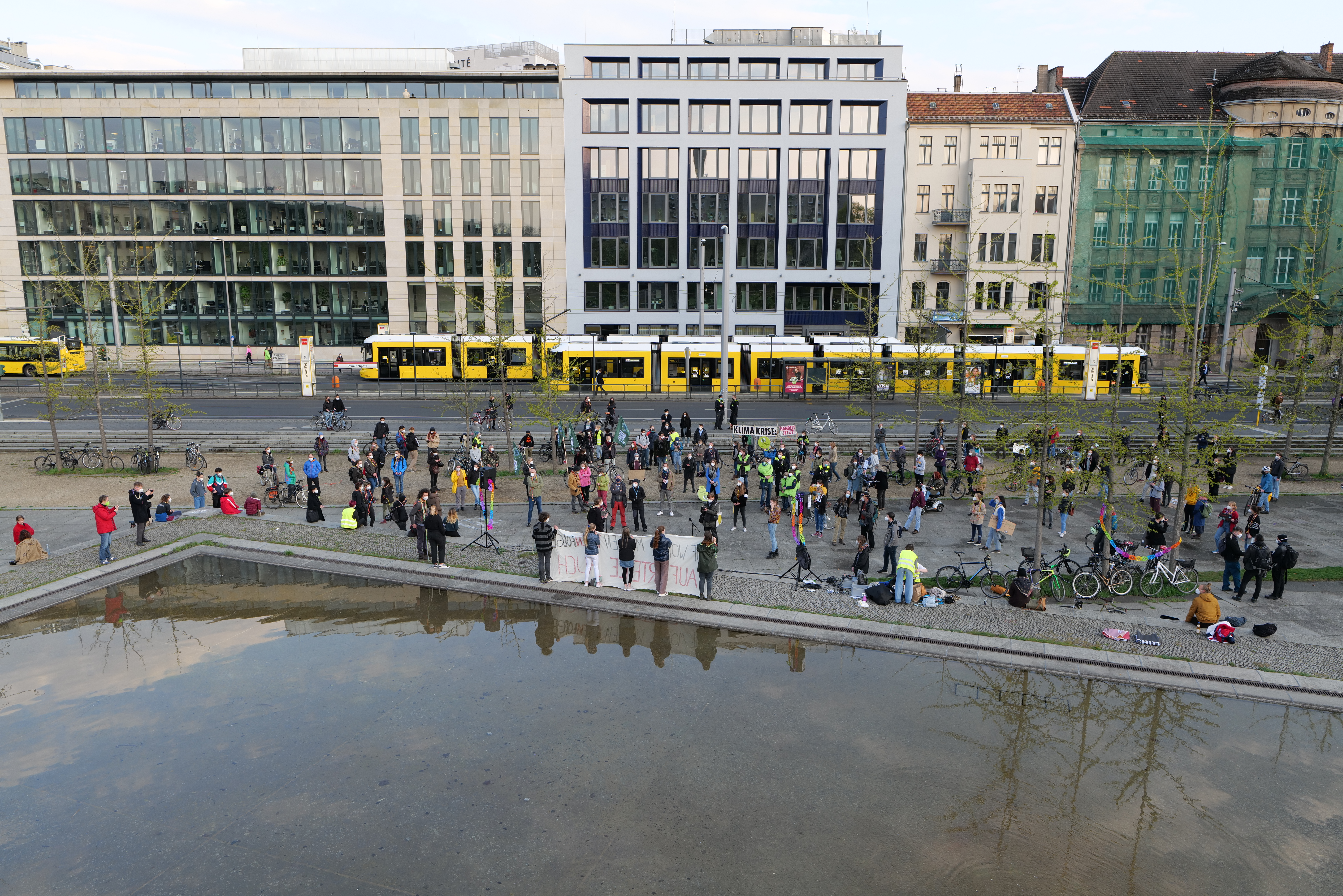
Fridays-for-Future-Demo im Invalidenpark, 29. April 2021
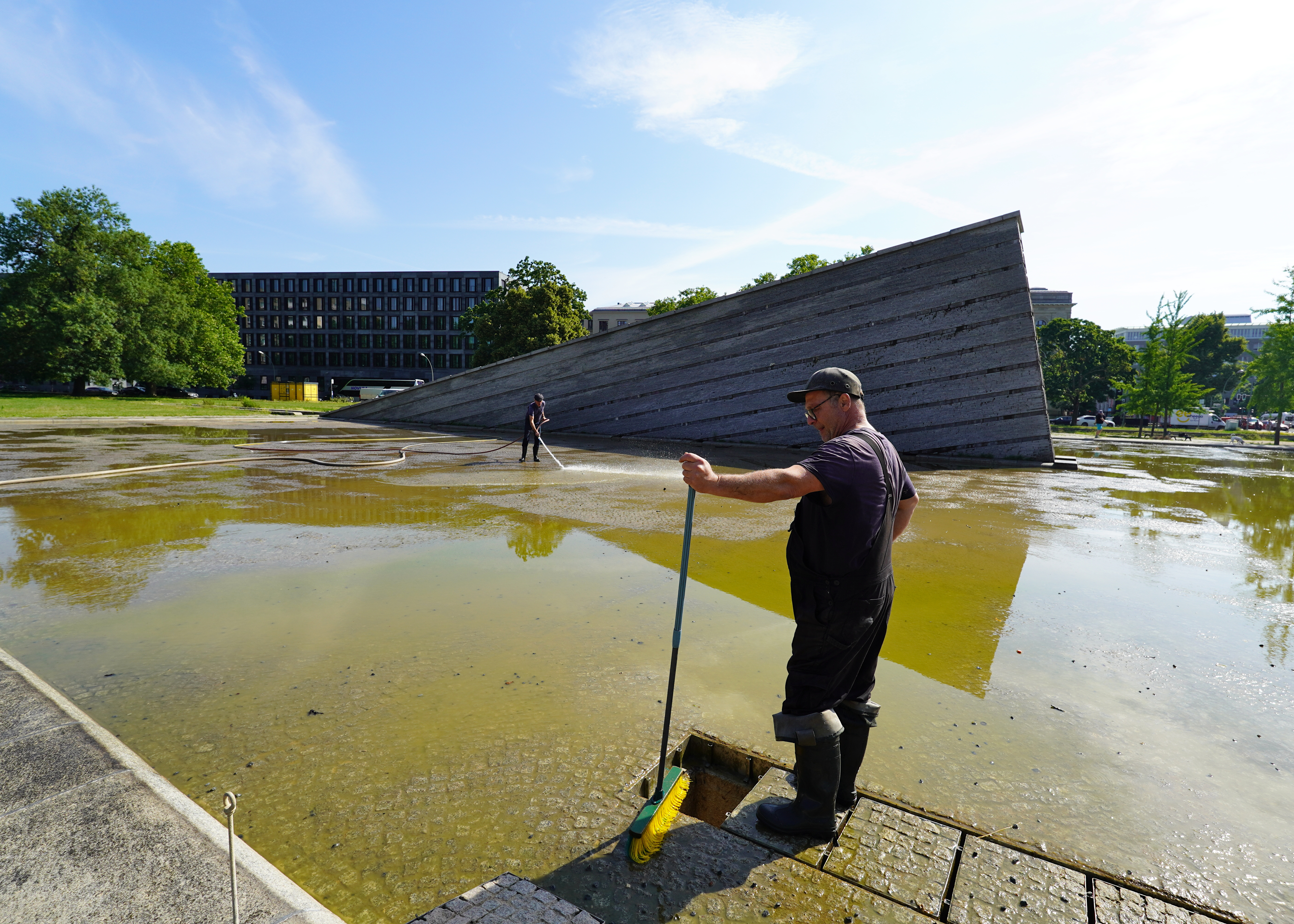
Arbeiter reinigen den sinkenden Mauerteich

## Mediales
Die Wasseranlage ist in der Anfangseinstellung des Films Brüno von Sacha Baron Cohen zu sehen.